# Paul Éluard
Paul Éluard, właśc. Eugène Émile Paul Grindel (ur. 14 grudnia 1895 w Saint-Denis, zm. 18 listopada 1952 w Charenton-le-Pont) – francuski poeta, związany z dadaizmem i surrealizmem. 
Znany zwłaszcza z wysublimowanej, wizyjnej liryki miłosnej.

## Życie i twórczość
Urodził się w rodzinie księgowego i krawcowej. Wychowywał się na robotniczych przedmieściach Paryża, w wieku 16 lat musiał przerwać edukację szkolną z powodu choroby płuc. Został skierowany na kurację do Davos, gdzie przez dwa lata zajmował się głównie lekturą poetów francuskich, niemieckich i anglojęzycznych. Był miłośnikiem twórczości Apollinaire’a, de Nervala, Rimbauda i Baudelaire’a w literaturze francuskiej, cenił również Whitmana, Novalisa i Shelleya. Ponadto krajobraz szwajcarski – powietrze, śnieg, góry – stał się stałym elementem jego poetyckiej wyobraźni. W Szwajcarii poznał też Galę, swoją późniejszą małżonkę. Wyleczony z choroby płuc, wrócił do Paryża i niemal natychmiast został zmobilizowany na front I wojny światowej. W czasie walk dostał się w strefę działania gazów bojowych.
W 1917 Éluard ogłosił drukiem pierwszym tomik poezji. Następnie włączył się do ruchu surrealistycznego i brał udział w redakcji i upublicznieniu Manifestu surrealizmu w 1924. Następnie odbył podróż dookoła świata. Podobnie jak inni surrealiści, interesował się hipnozą i aktywnością twórczą osób chorych psychicznie, reprezentował lewicowe poglądy polityczne. Specyficzną cechą jego poezji było dążenie do włączania do życia świadomego elementów podświadomych. Niechętny szczegółowym wizjom, zmieniał swoje utwory w serie symboli i aluzji, swobodnie posługiwał się językiem, nadając wyrazom nowe znaczenia, wprowadzając neologizmy. Zachowywał przy tym tradycyjną składnię francuską dla uzyskania dźwięczności fraz.
Od 1929 przez dziesięć lat tworzył w pierwszej kolejności lirykę miłosną, co zainspirowało szczęśliwe drugie małżeństwo z Nusch Éluard. W powstałych w tym okresie utworach głosił pochwałę piękna wszystkich kobiet, zaś przeżycia erotyczne ukazywał jako szkołę wyobraźni, możliwość czasowego uwolnienia się od otaczającego przygnębiającego świata. Szczęśliwą miłość, obok zaangażowania politycznego, poeta postrzegał jako lekarstwo na osobiste obsesje: samotność i wrażliwość na niedolę najuboższych.
W 1936 na krótko wyjechał do ogarniętej wojną domową Hiszpanii, co skłoniło go do podjęcia w poezji tematyki politycznej. W czasie II wojny światowej brał udział we francuskim ruchu oporu. W 1942 wstąpił razem z wieloma innymi przedstawicielami surrealizmu do Francuskiej Partii Komunistycznej. Nowe utwory drukował jako Jean de Haud. Był autorem wiersza Wolność, który zdobył ogromną popularność w okupowanej przez Niemców Francji. Poszukiwany przez gestapo, ukrywał się na prowincji w ośrodku zdrowia. Również po II wojnie światowej jego twórczość utrzymana była w duchu ideologii komunistycznej.
Pogrążony w żałobie po śmierci żony w 1946, w kolejnych tomach wierszy starał się równoważyć własną rozpacz wiarą w przyszłe braterstwo ludzi. Jego twórczość z ostatnich lat życia opierała się na prostych opozycjach dobra i zła, podstawowych pojęciach i symbolach. Po 1947 był autorem wiersza pt. Wiersz na śmierć generała Świerczewskiego.
Umarł w roku 1952 na zapalenie płuc. Jest pochowany na paryskim cmentarzu Père-Lachaise.

## Zbiory wierszy
- Capitale de la douleur, 1926
- Le phénix, 1951
- Poésie et vérité, 1942
- Poésie ininterrompue I–II, 1946–1953
- Poèmes politiques, 1948
- Poèmes pour tous, 1948

Wiersze Paula Éluarda tłumaczyli na język polski m.in.: Stefan Flukowski, Jan Kott, Adam Ważyk, Ewa Fiszer, Paweł Hertz, Mieczysław Jastrun, Mieczysława Buczkówna, Zbigniew Bieńkowski, Jerzy Lisowski, Zbigniew Stolarek, Julia Hartwig, Józef Waczków, Krystyna Rodowska.